# 战国四名将
战国四大名将是指中国战国時代四位著名的将领。《千字文》中以“起翦颇牧，用军最精。宣威沙漠，驰誉丹青。”来形容这四位将领的功绩。这四位将领分别为：
- 秦国的白起（約前332年－前257年）
- 秦国的王翦（？－？）(生存年代較白起後數十年，前224年王翦率60萬大軍進攻楚國。)
- 赵国的廉颇（前327年－前243年）
- 赵国的李牧（？－前229年）

千字文受文字不能重複及押韻的限制，只選了戰國後期(約活躍於前3世紀)的四位名將，另外戰國前期(約活躍於前5世紀末)的吳起、戰國中期(約活躍於前4世紀中叶)的孫臏、龐涓亦是戰國時期的著名將領，但由於上述原因沒有列入。
戰國四名將的戰功都很偉大，卻沒有軍事著述。
千字文的作者只是將四人並列而已，沒有稱他們為戰國四大名將。在整個戰國時期，有許多偉大的名將或軍事家，可參看武廟十哲。